# Molina-papagáj
A Molina-papagáj (Pyrrhura molinae), korábban zöldarcú vörösfarkú papagáj, a madarak osztályának papagájalakúak (Psittaciformes) rendjébe, a papagájfélék (Psittacidae) családjába azon belül pedig az araformák (Arinae) alcsaládjába tartozó faj.

## Megjelenése
Testhossza 26 cm, testtömege 80-95 gramm körüli. Feje szürkés-zöld vagy , csőre sötétszürke vagy fekete. Tollazata zöld és kék, farktolla vörös, ezért kapta a zöldarcú tűzfarkú nevet.

## Elterjedése, élőhelye
Argentína, Paraguay, Bolívia és Brazília erdeiben őshonos faj.

## Alfajai
- Pyrrhura molinae molinae
- Pyrrhura molinae australis
- Pyrrhura molinae phoenicura
- Pyrrhura molinae restricta
- Pyrrhura molinae sordida

## Életmódja
Kisebb, 10-20 egyedből álló kolóniákban él.
Tápláléka: gyümölcsök, magvak, apró rovarok, de akár a kisebb rágcsálókat is elkaphatja.

## Tartása
Fogságban nagyon könnyen szelídülő faj , 2-3 hónap alatt megszokja az embert. Aránylag jó hangutánzó, beszéde kicsit nehezen érthető. Hosszú életű papagáj 40-45 életévét is megélheti. Nem ritka, hogy a 30 év feletti madarak is még utódokat hoznak a világra.
Ivarérettségét kétéves kor felett éri el, fiókái száma általában 3-6. A nemek megkülönböztetése meglehetősen nehézkes, viselkedés alapján sem lehet könnyen megkülönböztetni őket, biztosra csak DNS vizsgálattal lehet tudni. Megfelelő kalitka minimum 80 hosszú 60 mély és 60 magas. Az ideális fészekodú mérete 20 x 25 x 30 cm, legmegfelelőbb a kivájt fatörzs. A fiatalok neveléséhez meglehetősen sok fehérje kiegészítés szükséges, amely szükségletet főtt tojással, lisztkukaccal tudjuk kielégíteni.